# St. Silvester (Erle)
Koordinaten: 51° 44′ 49,1″ N, 6° 51′ 50,9″ O
Das katholische Kirchengebäude St. Silvester ist die ehemalige Pfarrkirche der nicht mehr selbstständigen Kirchengemeinde St. Silvester in Erle, einem Dorf im Kreis Borken im Westmünsterland. Das dreischiffige Kirchengebäude wurde im neugotischen Stil überwiegend aus Feldbrandsteinen und Sandstein erbaut. Im heutigen Zustand ist die Turmspitze mit schwarzem Schiefer und das Langhaus und der Chor mit roten Dachziegeln gedeckt.

## Geschichte
Am selben Standort stand bis zum Abriss ein kleinerer Kirchenbau, das so genannte „Kleine Kirchlein“. Die wurde aber für die steigende Bevölkerungszahl Mitte des 19. Jahrhunderts zu klein, so dass 1864 der damalige Pfarrer Anton Nonhoff beschloss, eine neue, größere Kirche errichten zu lassen. Dazu wandte er sich 1865 an den Münsteraner Architekten und Diözesanbaumeister Hilger Hertel der Ältere, der den Neubau geplant und einen Kostenvoranschlag über 13800 Taler erstellt hat. Finanziert wurde der Neubau durch eine Kollektenempfehlung des damaligen Münsteraner Bischofs Johann Georg Müller und über Spenden aus der Bevölkerung, einer Kollektenempfehlung der damaligen Köngl. Regierung zu Düsseldorf für den Regierungsbezirk Düsseldorf und durch eine Versteigerung von Baumaterial aus dem Abbruch der alten Kirche.

### 1875 bis 1945

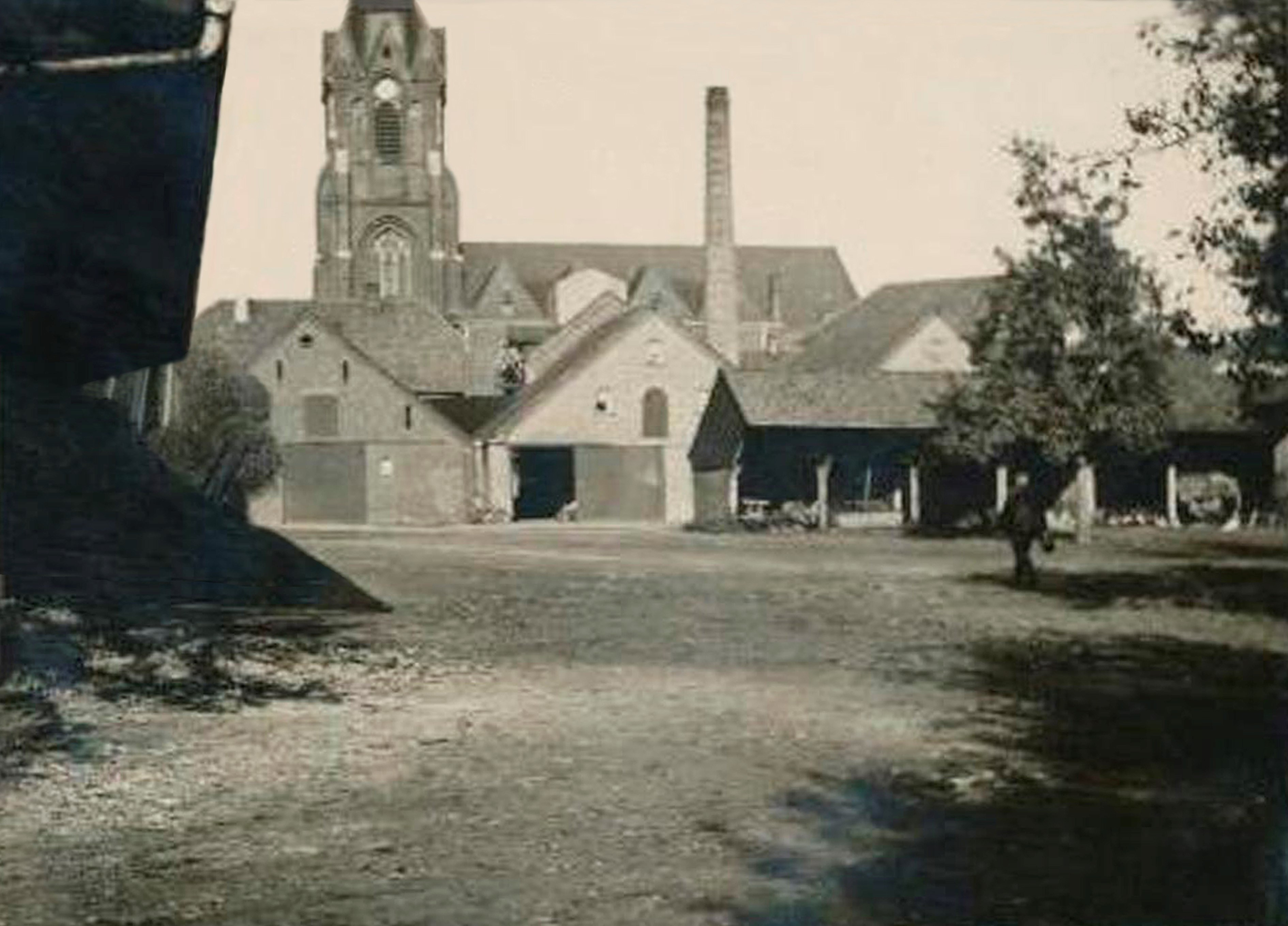
Eines der wenigen Fotos, die St. Silvester vor der Bombardierung am 23. März 1945 zeigen.

Am 10. August 1875 wurde mit dem Abbruch der kleinen Kirche begonnen. Übergangsweise fanden die Gottesdienste in einer Notkirche statt, die aus einer Scheune bestand, die 1874 vom Grafen Ferdinand von Merveldt an die Erler Kirchengemeinde verkauft wurde. Am 8. Oktober 1875 wurden die Fundamente für den Turm gelegt. Da durch die geologischen Bedingungen in Erle das Ziegelhandwerk seit langer Zeit Bestand hatte, wurde auch der überwiegende Teil der für den Neubau benötigten Ziegel in Erle selbst hergestellt und gebrannt. Am 14. Oktober 1877 wurde mit dem Aufstellen des Dachstuhls des Kirchenschiffes begonnen. Der Rohbau und die Dacheindeckung des Kirchenschiffes und der seitlich angebauten Sakristei wurde im Oktober 1879 fertig gestellt. Zu diesem Zeitpunkt hatte der Turm die Höhe des Dachfirstes des Schiffes erreicht. Der Innenausbau sowie die Einbauten der Fenster begannen im November 1879 und dauerten bis Dezember 1879.
Am 3. Dezember 1879 wurde die letzte Messe in der Notkirche gelesen und der Altar danach direkt in die neue Kirche überführt. Der Bischof Johannes Bernhard Brinkmann war wegen des Kulturkampfes in Verbannung, so dass der Landdechant Magnus Bröring aus Dorsten mit Sondervollmacht die Benediktion der neuen Kirche am 4. Dezember 1879 vollziehen musste.
Ende April 1880 wurde mit dem Weiterbau des Kirchturms und Ende September 1880 mit der Errichtung des Dachstuhls begonnen, am 16. Oktober wurde die Turmkugel, das eiserne Kreuz und der vergoldete Hahn angebracht und der komplette Turm wurde dann im April 1881 fertiggestellt.

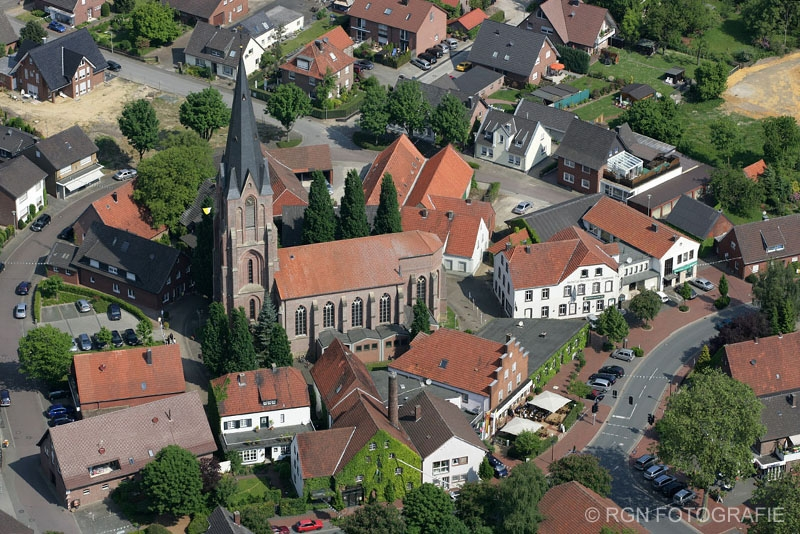
St. Silvester zu Erle im Westmünsterland (2009).

Am 19. Oktober 1887 wurde die Kirche dann endgültig durch den Münsteraner Weihbischof Franz Wilhelm Cramer konsekriert. Die Innenausstattung wurde im Laufe der Jahre durch Spenden aus der Bevölkerung, des lokalen Adels und der lokalen Wirtschaft fortgeführt.
Die 1792 durch die Glockengießer Gebr. Petit gegossene Glocke „Große Glocke“ und die 1851 durch die Glockengießer Gebr. Edelbrock gegossene Glocke „Salve Regina“ mussten 1917 kurz vor Ende des Ersten Weltkrieges als Metallspende abgegeben werden. Nur „Silvester-Glocke“, 1651 durch den Glockengießer Johannes Formica gegossen, durfte im Turm verbleiben. Um nach dem Krieg die neuen Glocken finanzieren zu können, musste die „Silvester-Glocke“ verkauft werden. 1923 wurden die drei neuen Glocken, die „Silvester-Glocke“, die „Mutter-Gottes-Glocke“ und die „Schutzengel-Glocke“, alle drei gegossen durch die Glockengießer Petit & Gebr. Edelbrock in Gescher, eingebaut. Die neue „Silvester-Glocke“ und die „Mutter-Gottes-Glocke“ mussten aber bereits 1942 als Metallspende im Zweiten Weltkrieg wieder abgenommen werden. Die „Silvester-Glocke“ ging bei der kriegsbedingten Zerstörung der Kirche während der Operation Varsity verloren.
1903 wurde eine neue Turmuhr angeschafft.1928/1929: Renovierung der Kirche und des Kirchturms. Unter der Sakristei wurde ein Keller gebaut und die Kirche wurde erstmals durch eine Warmluftheizung im Winter geheizt. Die Empore wurde 1931 vergrößert und die Orgel umgebaut.

### Seit 1945
Vom Kriegsgeschehen bisher weitgehend unbeschadet wurde Erle am 23. März 1945 in Vorbereitung der Operation Varsity durch Luftangriffe der Alliierten schwer beschädigt. Im Kirchturm befand sich ein Funk- und Beobachtungsposten der Wehrmacht. Am Vormittag wurde die Kirche durch Brand- und Sprengbomben in großen Teilen zerstört. Der Turm geriet in Brand und stürzte auf das Kirchenschiff, das Gewölbe konnte die Trümmer nicht abfangen und brach ebenfalls in sich zusammen.

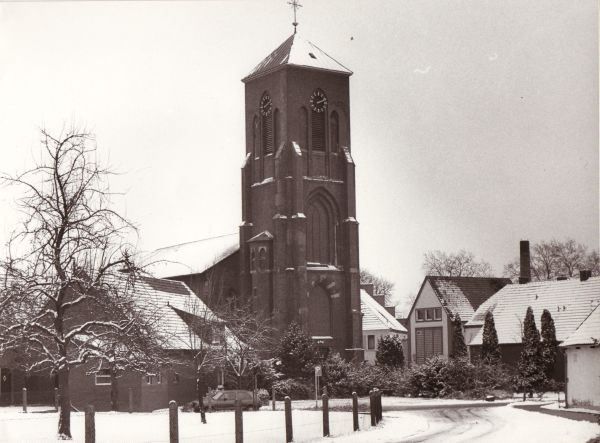
St. Silvester zu Erle, 1984. Hier noch mit dem Nachkriegs-Turm.

Bereits 1948 wurde mit dem Wiederaufbau in vereinfachter Form durch die Erler Bevölkerung begonnen. Für die Übergangszeit wurde wieder eine Notkirche, bestehend aus ehemaligen Militärbaracken und einer ehemaligen Scheune errichtet. Nach fünfjähriger Bauzeit wurde die wiederaufgebaute Kirche am 15. Oktober 1950 durch den Münsteraner Bischof Heinrich Rolfe konsekriert.
Die Kriegsfolgen sah man dem Kirchgebäude noch lange Zeit an. Die Fassade war übersät mit deutlich sichtbaren Ausbesserungen und der ehemals 65 Meter hohe, neugotische Turm wurde durch einen niedrigeren Turm mit einem stumpfen, mit roten Ziegeln gedecktes Zeltdach ersetzt, das neugotische Aussehen des alten Turms ging komplett verloren. Das durch den Krieg zerstörte Gewölbe wurde durch eine flache Akustikdecke ersetzt und der Innenraum der Kirche wurde einheitlich weiß und hellgrau gestrichen.

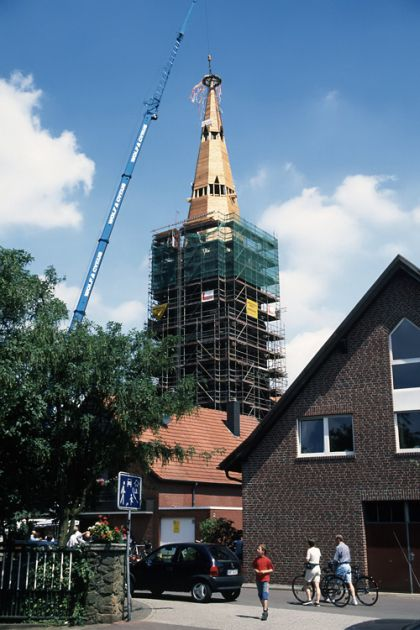
Richtfest des wiederaufgebauten, neugotischen Tums am 20. Juni 1998.

Am 9. Mai 1951 erhielt die Kirche ihre drei neuen Glocken, gegossen im Bochumer Gußstahlwerk. Sie wurden der Tradition folgend wieder „Silvester-Glocke“, „Mutter-Gottes-Glocke“ und „Schutzengel-Glocke“ genannt. Die neue Orgel mit 20 Registern wurde am 12. Juli 1953 eingeweiht und im Jahr 1964 wurde mit dem Bau der neuen Sakristei begonnen.

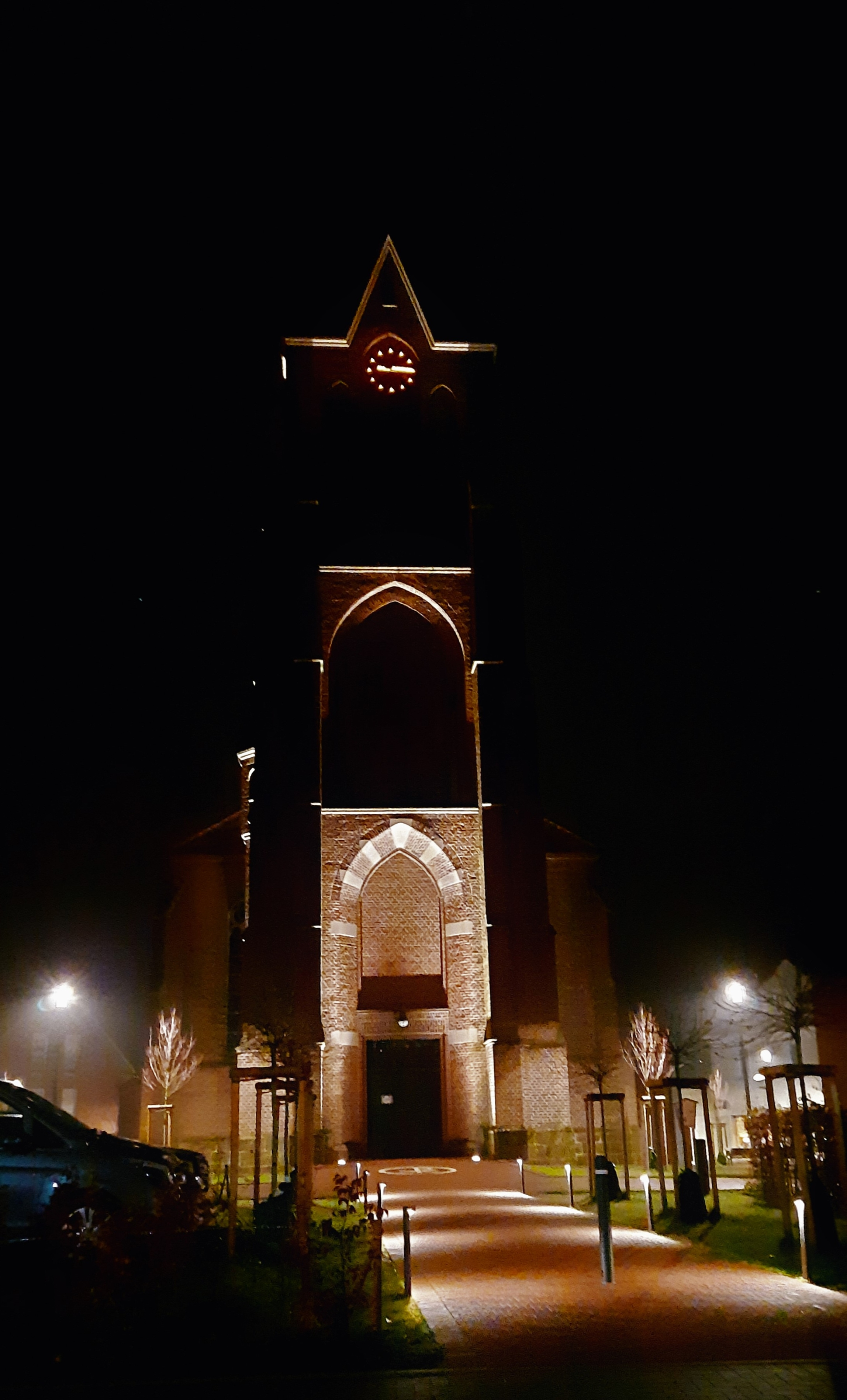
Neues Bodenmosaik vor dem Hauptportal und nächtliche Illumination des Turms.

Die Umgestaltung und Modernisierung des Kircheninnenraumes begann im Juni 1970 nach Entwürfen von Prof. Manfred Ludes. Ostern 1971 wurde der neue Chorraum aufgestellt. Altar, Ambo und das Kreuz mit Tabernakel sowie das Ewige Licht wurden vom Bildhauer Hermann Kunkler gestaltet. 1983 wurde der alte Holzboden der Kirche durch Fliesen ersetzt, 1985 wurde das Dach des Kirchenschiffes saniert und die Dachziegel auf dem stumpfen Zeltdach des Turms wurde durch eine Kupfereindeckung ersetzt. Die Orgelbühne wurde 1987 saniert und erweitert und die durchgehend in Weiß und Hellgrau gehaltene Farbgebung des Innenraumes wurde durch das heute noch bestehende Farbdesign ersetzt, u. a. wurden die Fensterlaibungen farbig eingefasst, die Säulen und die Bögen erhielten gedeckte, erdige Farben, die Chorwände ebenfalls. Auch die weißen Akustikdecken wurden neu und farbig gestaltet. 1988 erhielt der Turm und das Schiff neue Kirchenfenster und es wurde der große Kronleuchter und diverse andere Schmiedekunstarbeiten installiert. Die Kreuzweg-Gemälde erhielten ihre alten Holzrahmen wieder, der historische Mittelgang im Hauptschiff wurde wiederhergestellt. 1991 wurde die Orgelbühne nochmals erweitert und eine neue Orgel eingebaut.
Zwischen 1998 und 2000 wurde die Kirche auch von außen saniert und der Kirchturm in Anlehnung an den im Krieg zerstörten neugotischen Turm wiederaufgebaut. Der stumpfe Turmhelm der Nachkriegsjahre wurde durch einen hohen, spitzen Turmhelm mit schwarzer Schiefereindeckung ersetzt. Das Richtfest wurde am 20. Juni 1998, die Einweihung am 29. November 1998 gefeiert. In der Turmkugel wurde eine Urkunde aus dem Jahre 1949 gefunden, in der die Zerstörung der Kirche und den Wiederaufbau beschrieben wurde. Die Renovierung wurde zu großen Teilen von der Erler Bevölkerung finanziert.
2020 wurde der Kirchplatz erneut umgestaltet und konnte zum Jahreswechsel 2020/2021 freigegeben werden. Die Zugänge zur Kirche wurden nun barrierefrei ausgeführt und der gesamte Platz mit neuem, rotem Pflastersteinen ausgelegt sowie die Grünflächen geändert. Der gewachsene Baumbestand wurde entfernt und vor dem Haupt- sowie den beiden Seitenportalen jeweils ein Bodenmosaik verlegt.

## Architektur

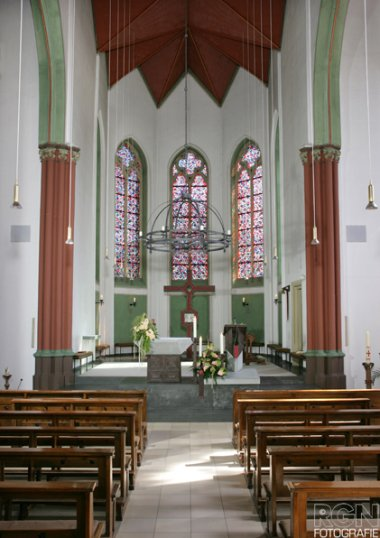
Blick durch das Hauptschiff auf den Chor von St. Silvester zu Erle.

St. Silvester ist eine Dorfkirche aus Backstein und eine Polygonalchorkirche Typ P2 mit einem Turm, einem dreischiffigen Langhaus, einem Chor und einer Sakristei. Das Gebäude ist West-Ost ausgerichtet, wobei der Turm im Westen steht. Die Kirche ist circa 37 Meter lang, 20 Meter breit und der Turm circa 65 Meter hoch. Da die beiden Seitenschiffe und das Mittelschiff gleich hoch sind, ist St. Silvester auch eine Hallenkirche.
Die Kirche ist aus roten Feldbrandsteinen errichtet worden, die Fundamente und Sondersteine (Abschlusssteine der Strebepfeiler, Einfassungen und Maßwerk der Fenster und Türen sowie die Gesimse) sind aus Sandstein und Tuffstein hergestellt. In der heutigen Form ist das Satteldach des Langhauses und des Chorraums mit roten Dachziegeln gedeckt, der achteckige Turmhelm, der Helm über das am Kirchturm angebaute Treppenhaus sowie die vier Nebentürmchen sind mit Schiefer eingedeckt. Unter der Traufe des Chorraumes ist in der Außenfassade eine Sandsteinstatue des Hl. Papst Silvester in die Fassade eingelassen. Die heutige Sakristei hebt sich im Architekturstil deutlich von der Kirche ab, sie wurde 1964 als Reihe von kleinen Satteldachbauten an die Kirche angebaut. St. Silvester kann durch ein hölzernes Portal an der Südseite und durch ein metallenes Portal an der Westseite sowie durch eine hölzerne Tür an der Nordseite betreten werden, die Sakristei hat einen separaten, nicht öffentlichen Eingang. Der Turm besitzt an allen vier Seiten eine beleuchtete, analoge Turmuhr, die oberhalb der hölzernen Schallklappen eingelassen ist.

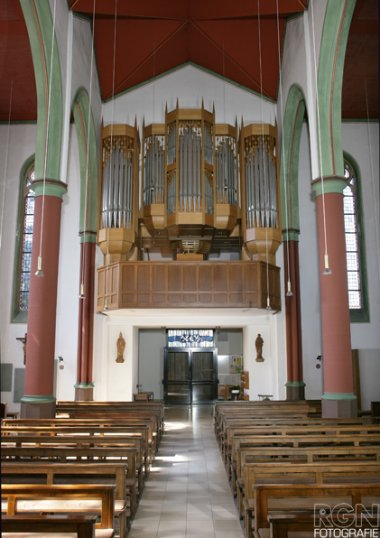
Blick auf die Orgel und die Empore von St. Silvester in Erle.

Das Langhaus ist aus drei gleich hohen Schiffen aufgebaut. Die im Krieg zerstörte Gewölbedecke wurde nicht wiederaufgebaut, die Decken der beiden Seitenschiffe wurden als Flachdecken, die des Hauptschiffs ab 1987 aus dreidimensional geometrisch angeordneten Dreiecken hergestellt. Das Hauptschiff wird beidseitig durch zwei Reihen von Rundsäulen (mit achteckiger Basis und einfachen Kapitellen) eingefasst, auf denen gotische Arkaden ruhen. An der Westseite im Turm ist eine in das Mittelschiff hineinragende Empore angebracht, auf dieser ist der Spieltisch der Kirchenorgel sowie die Sitzplätze für den Kirchenchor untergebracht. Die Empore wird über das außen seitlich am Turm angeschlossene Treppenhaus erschlossen. Der am östlichen Ende gelegene Chor liegt zum Langhaus hin erhöht auf einer Marmorempore, die über mehrere Stufen erschlossen wird. Auf dieser Empore steht der Altar, der Ambo, das Kreuz mit dem Tabernakel und das Ewige Licht, in modernem Stil in Metall und Beton von Herman Kunkler gestaltet. Der Chor hat einen direkten Zugang zur Sakristei. Das Taufbecken steht im südlichen Seitenschiff, der Marienaltar im nördlichen. Die Außenwände des Langhauses, des Chors und des Turms sind mit gotischen Fenstern, farbigen Fenstern mit einem Maßwerk aus Sandstein versehen. Zwischen den Fenstern des Langhauses sind die Gemälde des Kreuzweges angebracht sowie schmiedeeiserne Kerzenhalter. Vor dem Chor hängt ein großer, ebenfalls schmiedeeiserner Kronleuchter. Im nördlichen Seitenschiff steht der hölzerne Beichtstuhl.

## Ausstattung

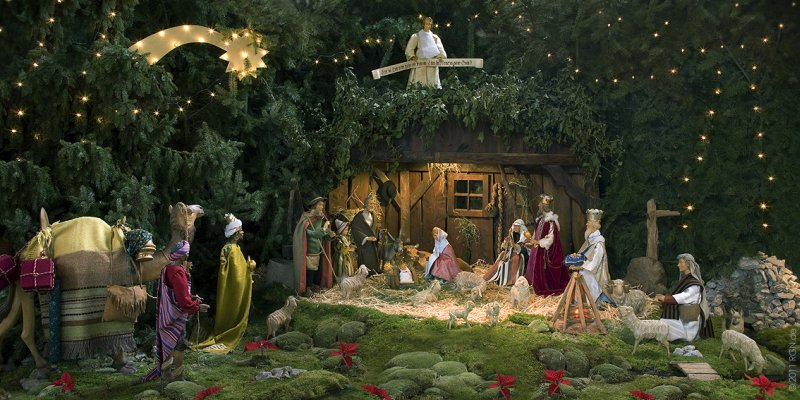
Großkrippe in St. Silvester zu Erle.

- Großkrippe in St. Silvester zu Erle.Ein großer, geschmiedeter Kronleuchter und geschmiedete Kerzenhalter, hergestellt vom Kunstschmied[31] Hermann Buning[26].
- Altar, Ambo, Kreuz und das Ewige Licht, erschaffen vom Künstler und Bildhauer Hermann Kunkler[24].
- Seitenaltar: Marienaltar und Marienstatue mit Jesuskind, beides aus Sandstein.
- Bild der „Immerwährenden Hilfe“ mit Silberrahmen.
- Holzstatuen des hl. Josef, hl. Papstes Silvester, Jesu Christi und der hl. Ursula.
- Granitwandtafeln mit den Namen der in den Weltkriegen gefallenen Erler Soldaten.
- Kreuzweggemälde mit historischen Holzrahmen[21].
- Freistehender Taufbrunnen.
- Reliquien des Hl. Papst Silvester, von Dechant Peter Karthaus 1893 aus Rom mitgebracht[32].
- Zur Advents- und Weihnachtszeit: Großkrippe mit geschnitzten Figuren aus Oberammergau und der Weihnachtsgeschichte folgend wechselnden Darstellungen.